# Heinz Kraschutzki
Heinz (Don Enrique) Kraschutzki (* als Heinrich Richard Albert Kraschutzki 20. August 1891 in Danzig; †  27. Oktober 1982 in Füssen)  war ein deutscher Marineoffizier und Publizist. Von 1927 bis 1932 war er Schriftleiter des pazifistischen Blattes Das Andere Deutschland. Aus politischen Gründen emigrierte er 1932 ins republikanische Spanien, wurde dort aber nach dem faschistischen Putsch von 1936 auf Betreiben nationalsozialistischer Stellen inhaftiert. Nach Kriegsende kehrte er zurück und war in der westdeutschen Friedensbewegung aktiv.

## Werdegang

### Im Ersten Weltkrieg und bis 1919
Heinz Kraschutzki war ein Sohn des Sanitätsoffiziers Franz Kraschutzki (1856–1933) und der Lucie Wilke (1864–1955), sein Vater war später Obergeneralarzt und Mitglied der NSDAP. Er hatte eine Schwester, sein jüngerer Bruder wurde Funktionär der NSDAP/AO und nannte sich 1933 Wolfgang Kraneck. Er trat 1910 in eine Seekadettenschule ein, um Marineoffizier zu werden. Kraschutzki nahm als begeisterter Monarchist am Ersten Weltkrieg teil – zuletzt als Kapitänleutnant und Kommandant eines Minensuchbootes. Schon während des Kriegs war ihm – auch selbst Abstinenzler – in Gesprächen mit dem Vorsitzenden des Vereins Abstinenter Offiziere, Korvettenkapitän Hinckeldeyn, klar geworden, dass Deutschland einen hohen Anteil am Entstehen des Krieges hatte. Er hatte auch bald erkannt, dass Deutschland den Krieg verlieren würde und dass die Monarchie keine Zukunft in Deutschland haben könne. Kraschutzki engagierte sich in der Novemberrevolution gegen das wilhelminische Kaiserreich für das Entstehen eines demokratischen Deutschlands. Im November 1918 wurde er in den Arbeiter- und Soldatenrat von Bremerhaven gewählt, dem er bis Februar 1919 angehörte.
Als Kraschutzki sich 1919 um die Führung eines neuen Minensuchbootes bewarb, das bei der Beseitigung der im Meer schwimmenden Minen des gerade vergangenen Krieges mithelfen sollte, lehnte die Marineleitung seine Bewerbung wegen der Beteiligung an der Novemberrevolution ab und wollte ihn sogar vor ein Kriegsgericht stellen. Kraschutzki verließ die Marine und ergriff einen Zivilberuf. 1919 zog er nach Itzehoe und wurde Prokurist bei der Netzfabrik Die Norddeutschen Netzwerke. Kraschutzki hatte sich noch vor Beginn des Krieges mit Lilly von Eynatten, der Tochter eines Kollegen seines Vaters (Generalarzt) verlobt, die er bei Rückkehr aus dem Krieg heiratete. Kindheitsfreunde in Magdeburg waren die Söhne des Militärpfarrers Lothar Zechlin, eines Sohnes von Theodor Zechlin, Egmont und Lothar, deren Schwester Cläre zeitlebens mit Lilly Kraschutzki, geb. von Eynatten, befreundet war (Quelle: siehe nächster Abschnitt). Am 10. September 1920 schied er aus der Marine aus, wobei ihm am 29. November des Jahres noch der Charakter eines Kapitänleutnants verliehen wurde.

### Wandlung zum Pazifisten und Engagement in der Anti-Kriegs-Bewegung
Kraschutzki wurde aufgrund seiner eigenen Erfahrungen Pazifist. Er begann, seine Vorstellungen gegen den Krieg in pazifistischen Blättern (Junge Menschen, Deutsche Zukunft) zu veröffentlichen und gründete 1923 die Ortsgruppe Itzehoe der Deutschen Friedensgesellschaft (DFG), deren Vorsitzender er bis 1926 war. Zuerst hatte Kraschutzki viel Zuspruch mit seinen pazifistischen Ideen. Aber als er einen französischen Pazifisten zu einem Vortrag einlud, hatte er es sich mit dem zunehmend nationalistisch gesinnten und auf Revanche gegenüber dem „Erbfeind Frankreich“ sinnenden Bürgertum Itzehoes verscherzt. Seine Wohnung wurde gekündigt, und er bekam Schwierigkeiten mit seiner Arbeit. Daher übernahm er 1927 die Schriftleitung der von Fritz Küster herausgegebenen Zeitschrift Das Andere Deutschland in Hagen / Westfalen und zog mit seiner Familie dorthin.
Von 1925 bis 1928 war er Mitglied der SPD, verließ diese Partei aber, nachdem die SPD-Regierungsvertreter den Bau des Panzerschiffs A gebilligt hatten. Die Pazifisten befürchteten eine weitere Aufrüstung Deutschlands. Kraschutzki blieb fortan parteilos.

Infolge seiner publizistischen Tätigkeit wurde er noch während der Zeit der Weimarer Republik von rechtsstehenden Kreisen in Deutschland mit einer Anklage wegen Landesverrats verfolgt. Denn Kraschutzki hatte sich schon ab 1925 zusammen mit Fritz Küster und Berthold Jacob an den Enthüllungen des Anderen Deutschland über eine illegal erfolgende Aufrüstung beteiligt, die nach den Bestimmungen des Versailler Vertrages untersagt war. Unter anderem war dazu im Anderen Deutschland Jacobs Artikel Das Zeitfreiwilligengrab in der Weser erschienen, der anhand eines Unglücksfalles mit Zeitfreiwilligen auf der Weser nachwies, dass die Reichswehr über ein illegales Milizsystem verfügte, anstatt sich auf eine zahlenmäßig kleine Berufsarmee zu beschränken. Infolge dieses Artikels wurden Küster und Jacob im „Ponton-Prozess“ zu je neun Monaten Festungshaft verurteilt.

### Emigration 1932 bis 1945
In Absprache mit Herausgeber und Redaktion des Anderen Deutschland blieb Kraschutzki Schriftleiter, aber entzog sich 1932 der juristisch-politischen Verfolgung und emigrierte nach Spanien. Ab 1932 wohnte er auf Mallorca. Er gründete die Firma Las cuatro estrellas (deutsch: die vier Sterne) deren Logo vier Sterne zeigte, die für seine vier Kinder standen. Er betrieb lokalen Handel und richtete eine Produktion von Sandalen ein und war „ein bei Arbeitern äußerst beliebter Unternehmer“.
 Er beschäftigte 25 Frauen und gründete 1933 mit dem ebenfalls nach Mallorca geflohenen jüdischen Bankier Ludwig Strauss die Firma Indústries de Cala Rajada.
Am 29. März 1934 veröffentlichte der Deutsche Reichsanzeiger die zweite Ausbürgerungsliste des Deutschen Reichs, durch welche Kraschutzki ausgebürgert wurde.
Kurz nach dem Beginn des Francoputsches im Juli 1936 wurde Kraschutzki von der Guardia Civil Francos in Cala Ratjada verhaftet, nachdem er von nationalsozialistischen auf Mallorca residierenden Geheimagenten denunziert worden war, die im Auftrag ihrer Regierung den Putsch gegen die legale demokratische Regierung unterstützten. Sein durch die Verhaftung bedingtes plötzliches Verschwinden führte zu Meldungen, so in der Pariser Tageszeitung vom 18. März 1936, er sei erschossen worden. Er kam zunächst in das Gefängnis Casa Mir, wo er im Juli 1936 die republikanischen Bombenangriffe auf Palma erlebte. Kraschutzki wurde von der Franco-Regierung zu dreißig Jahren Zuchthaus verurteilt. Seine Frau und Kinder wurden nach Deutschland zurückgeschickt. Ein Sohn konnte in England studieren. Noch während seiner Haftzeit wurde seine Ehefrau gezwungen, sich von ihm scheiden zu lassen.
In der Haft gelang es ihm, per Post das britische, das französische und das schwedische Konsulat auf regelmäßige urteilslose Erschießungen von Häftlingen aufmerksam zu machen, die dann vorerst unterblieben. Auch er selbst blieb verschont. Ursächlich hierfür war eine Absprache zwischen dem deutschen Gesandten in Spanien, General Wilhelm Faupel, und dem Franco-Regime, wonach er zwar dauerhaft in Haft bleiben, aber nicht erschossen werden sollte. Von Faupel war ein Freund des verstorbenen Vaters Kraschutzkis und war von der Mutter Kraschutzkis um Hilfe gebeten worden. Nach Darstellung des Historikers Egmont Zechlin, der selber ein Jugendfreund Kraschutzkis war und zeitlebens Kontakt zu ihm hielt (siehe erster Abschnitt), hatte Kraschutzkis Ehefrau Lilly ihre Freundin Cläre Maillard (geb. Zechlin, Egmonts Schwester) kontaktiert, die wiederum in Berlin mit der Frau des Großadmirals Raeder verkehrte. Raeder erinnerte sich an seinen Kameraden in der Marine und intervenierte laut Zechlin für Kraschutzki direkt beim Führer. Kraschutzki meldete sich in der Haft freiwillig zum Arbeitseinsatz für den Aufbau eines Gefangenenlagers auf Formentera. Im März 1942 erfolgte eine Herabsetzung der Haftzeit auf zwölf Jahre. Die damit eigentlich verbundene Entlassung auf Bewährung unterblieb jedoch. In der Praxis wurde er jedoch tatsächlich in Palma de Mallorca auf freien Fuß gesetzt, wobei er die Stadt nur mit richterlicher Genehmigung verlassen durfte. Im Juli 1943 erfolgte eine erneute Verhaftung und Inhaftierung im Zentralgefängnis in Burgos.
Durch seine internationalen pazifistischen Kontakte kam er 1943 frei. Die War Resisters’ International (WRI) organisierte während des Zweiten Weltkriegs Hilfe insbesondere durch diplomatische Kontakte und sorgte dafür, dass Heinz Kraschutzki 1943 auf die Iberische Halbinsel Gibraltar verbracht wurde, die britisches Überseeterritorium ist. Erste Kontakte zu Theodor Michaltscheff entstanden. Nach dem Weltkrieg trat er 1946 in den internationalen Rat (Council) der WRI ein und blieb dort bis 1963. Nach anderen Angaben befand er sich noch bis Oktober 1945 in Haft und wurde erst dann auf Druck des WRI und der britischen Regierung freigelassen.

### Rückkehr nach Deutschland und weiterer Einsatz für Frieden in Europa nach 1945
Nach 1945 lebte Kraschutzki in West-Berlin. Er heiratete seine Frau ein zweites Mal. Seinen zweitältesten Sohn sah er nicht wieder, da er während des Zweiten Weltkrieges in Österreich gefallen war. Kraschutzki unterrichtete in Potsdam Geschichte und arbeitete dann mehrere Jahre als Oberfürsorger in der Justizvollzugsanstalt Tegel. Er engagierte sich auch gegen Justizirrtümer. Später war Kraschutzki an der Freilassung des zu Unrecht zu lebenslänglich verurteilten Herbert Schön beteiligt. Über diesen Fall und andere Justizungerechtigkeiten hatte er 1966 das in der Publikationsliste aufgeführte Buch Untaten der Gerechtigkeit geschrieben. Damit unterstützte er auch die politische Arbeit der Humanistischen Union, die damals für eine Liberalisierung des Strafrechts arbeitete.
Nach dem Krieg wurde Heinz Kraschutzki erneut ein Mitstreiter von Fritz Küster in der Zeitschrift Das Andere Deutschland und engagierte sich gegen die Wiederbewaffnung, für die Anerkennung der Oder-Neiße-Grenze, gegen den Kalten Krieg und für eine west-östliche Entspannungspolitik.
Als WRI-Ratsmitglied unterstützte er die Gründung der Internationale der Kriegsdienstgegner (IdK), der ersten deutschen Sektion der WRI nach dem Krieg und gehörte 1947 zu den IdK-Gründungsmitgliedern. Aktiv arbeitete er in der WRI und in der IdK.
Dabei vertrat er eine für seine Zeit bemerkenswert offene und vorurteilslose Haltung auch gegenüber dem kommunistischen Weltfriedensrat. Kraschutzki wurde dafür vielfach angefeindet. Er schrieb, er wäre sein ganzes Leben ein Außenseiter gewesen und habe „daher viel harte Kritik herausgefordert“.
Heinz Kraschutzki war seit Anfang der 1970er Jahre Mitglied der Religiösen Gesellschaft der Freunde (Quäker), lebte im hohen Alter – erblindet – wieder mit seiner Frau auf Mallorca und kehrte zuletzt nach Deutschland zurück.

## Publikationen
- Memòires a les presons de la Guerra Civil a Mallorca. Ed. Miquel Font. In katalanischer Sprache, Palma de Mallorca, 2004
- Die Untaten der Gerechtigkeit – Vom Übel der Vergeltungsstrafe dargestellt in 111 Fällen. Mit einem Vorwort von Fritz Bauer. Verlag Gerhard Szczesny, München 1966. Eine neue Bearbeitung erschien als Die Gerechtigkeitsmaschine. Erfahrungen mit Strafen und Strafvollzug. Verlag C. F. Müller, 1970.
- Staatsgefährdung?: Ein dokumentar. Bericht über d. Düsseldorfer Prozess gegen Angehörige d. Friedenskomitees d. Bundesrepublik Deutschland.  Küster, Hannover 1961
- Die verborgene Geschichte des Korea-Krieges. Verlag Das Andere Deutschland, Hannover 1957
- East and West. Peace News, London 1949. In deutscher Sprache: Ost und West. Internationale d. Kriegsdienstgegner, Dt. Zweig [War Resisters’ International], Hamburg  1949